# 1er régiment de chasseurs à pied de la Garde impériale

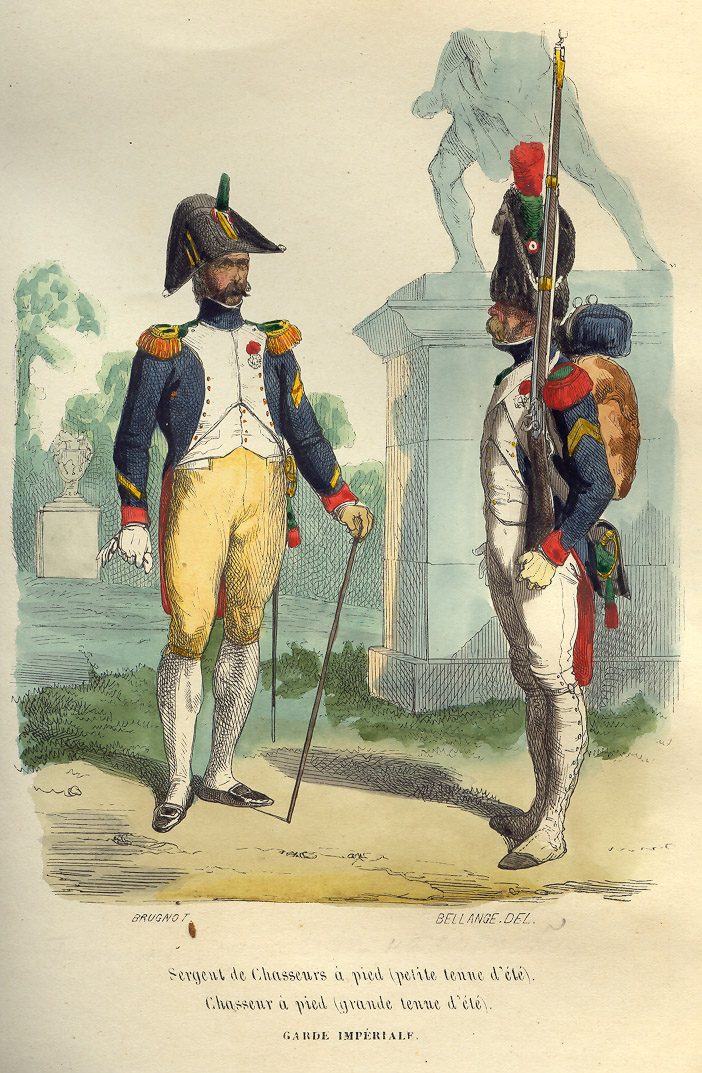
Un sergent et un soldat des chasseurs à pied de la Vieille Garde, représentés par Hippolyte Bellangé sur ce dessin paru en 1843.

Le 1er régiment de chasseurs à pied de la Garde impériale est un régiment d'élite des guerres napoléoniennes. Il fait partie de la Garde impériale. Il est intégré à la Vieille Garde en compagnie du 1er régiment de grenadiers à pied, des chasseurs à cheval et des grenadiers à cheval.

## Historique du régiment
- 1800 - Chasseurs à pied de la Garde des consuls
- 1804 - Régiment des chasseurs à pied de la Garde consulaire
- 1806 - 1er régiment de chasseurs à pied de la Garde impériale
- 1809 - Chasseurs à pied de la Garde impériale
- 1811 - 1er régiment de chasseurs à pied de la Garde impériale
- 1814 - Dissout et recréé sous le nom de Corps royal des chasseurs à pied de France
- 1815 - Reformé et renommé 1er régiment de chasseurs à pied de la Garde impériale

## Chefs de corps
- 1804 : Jean Louis Gros
- 1813 : Pierre Decouz
- 1813 : Henri Rottembourg
- 1813 : Pierre Cambronne
- 1815 : Claude Étienne Michel
- 1815 : Pierre Cambronne

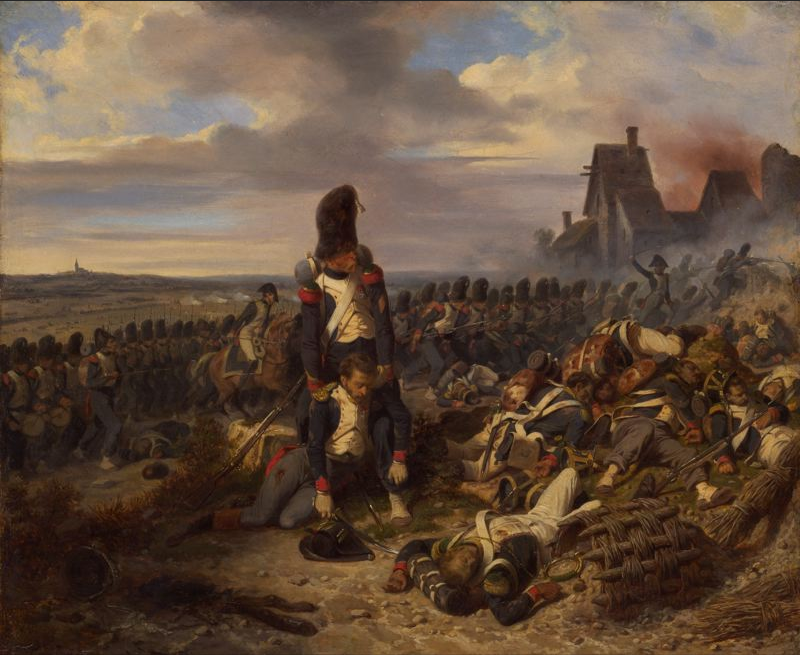
Cette peinture d'Hippolyte Bellangé représente les chasseurs à pied de la Vieille Garde au combat.

- 1815 : Jean-Jacques-Germain Pelet-Clozeau

## Une des plus valeureuses unités de combat
Ce régiment, ainsi que le 1er grenadiers comptent parmi les unités d'élite des guerres napoléoniennes et sont renommés pour leur faits d'armes. Les hommes composant ce régiment étaient des vétérans endurcis qui avaient participé à de nombreuses campagnes et savaient garder leur sang-froid.

## Campagnes et batailles
- 1800 : 
  - Bataille de Marengo
- 1805 : 
  - 2 décembre : Bataille d'Austerlitz
- 1806 : 
  - Campagne de Prusse et de Pologne
  - 14 octobre : bataille d'Iéna
- 1807 :
  - 8 février : bataille d'Eylau
  - Bataille de Friedland
- 1809 : 
  - Bataille d'Essling
  - Bataille de Wagram
  - Bataille d'Eckmühl
- 1811 : 
  - Bataille de San-Pedro
  - Bataille d'Aois
- 1812 : 
  - Bataille de Krasnoé
  - Bataille de Smolensk (1812)
  - Bataille de La Moskowa
- 1813 : Campagne d'Allemagne
  - 16-19 octobre : bataille de Leipzig
- 1814 : 
  - 14 février 1814 : Bataille de Vauchamps
  - Bataille de Bar-sur-Aube
  - Bataille de Craonne
  - Bataille de Paris
- 1815 : 
  - Bataille de Waterloo

## Honneurs de bataille: modèle de drapeaux de 1815
- Marengo 1800
- Ulm 1805
- Austerlitz 1805
- Iéna 1806
- Eylau 1807
- Friedland 1807
- Ekmull 1809
- Essling 1809
- Wagram 1809
- Smolensk 1812
- La Moskowa 1812
- Vienne, Berlin, Madrid et Moscou.

## Personnalités ayant servi au régiment
- Jean-Baptiste-Jacques-Alexandre Le Boursier (1777–1821).
- Jean-Jacques Kessel, lieutenant au régiment de chasseurs à pied de la Garde des consuls le 25 avril 1800.
- Pierre-André-Hercule Berlier, capitaine au régiment des chasseurs à pied de la garde des consuls le 30 nivôse an XII.